# Салей, Руслан Альбертович
Русла́н Альбе́ртович Сале́й (бел. Руслан Альбертавіч Салей; 2 ноября 1974, Минск — 7 сентября 2011, Туношна, Ярославская область) — белорусский хоккеист. Заслуженный мастер спорта Республики Беларусь (2002), многократно признавался лучшим хоккеистом страны.

## Карьера

Могила Салея на Восточном кладбище Минска

Воспитанник минской хоккейной школы СДЮШОР12 (Минск). С 1991 года играл за минские команды.
В 1995, выступая за сборную страны на чемпионате мире 1995 в группе С, не прошёл допинг-контроль после одного из матчей, за что был дисквалифицирован на 6 месяцев. Сам Салей объяснял тот случай тем, что лечился от гриппа и через лекарство в организм попал запрещённый препарат. В это же время его агент предлагает Салею переехать играть в США, куда дисквалификация не распространялась. В итоге, с осени 1995 он начал выступления за клуб ИХЛ Лас-Вегас Тандер.
После сезона в «Лас-Вегасе» на драфте НХЛ в 1996 году был выбран под общим 9-м номером Анахайм Майти Дакс, что до 2024 года являлось рекордом для хоккеистов из Беларуси.
Участник Олимпийских игр в Нагано, Солт-Лейк-Сити и Ванкувере.
Участник чемпионатов мира 1994 в группе С, 1995 в группе С, 1998, 2000, 2001, 2004 в первом дивизионе, 2008 и 2009 годов в составе сборной Беларуси.
Выступал за национальную сборную Беларуси в 1993—2010 годах, провёл 66 матчей, набрал 31 (11+20) бомбардирский балл, получил 109 минут штрафа.
В регулярных сезонах НХЛ провёл 917 игр, в которых набрал 204 (45+159) очка. В розыгрыше Кубка Стэнли 62 игры, набрал 16 (7+9) очков. Лидирует среди всех белорусских хоккеистов в НХЛ по сыгранным матчам в регулярных сезонах и плей-офф, занимает третье место по набранным очкам в регулярных сезонах и второе по очкам в плей-офф.
В чемпионатах МХЛ провёл 99 матчей, набрал 12 (7+5) бомбардирских баллов, заработал 96 минут штрафного времени.
В чемпионатах России провёл 39 матчей, набрал 20 (8+12) бомбардирских баллов, получил 38 минут штрафного времени.
Участник финальных турниров Кубка Европы 1994 и 1995.

## Личная жизнь
Был женат на американке Бетэнн Салей. Имел троих детей: Алексис, Сандро и Эйва.
Погиб на 37-м году жизни вместе с командой ярославский «Локомотив» 7 сентября 2011 года при взлёте самолёта в ярославском аэропорту. Некоторое время сведения о его гибели не подтверждались, поскольку имелась информация, что Салей отправился в родной Минск на автомобиле. Он получил разрешение на это от руководства клуба, но все же решил лететь с командой.
Похоронен 10 сентября в Минске на почётной аллее Восточного кладбища.

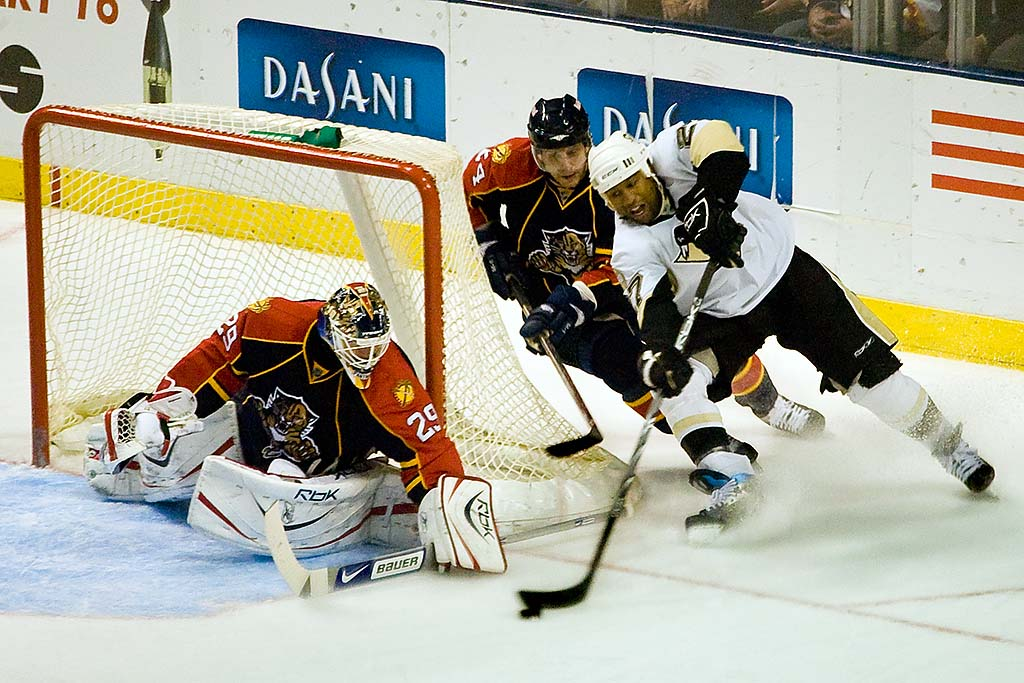
Руслан Салей (в центре) пытается остановить Жоржа Ларака

## Достижения
- Третий призёр Большого приза Санкт-Петербурга (1993)
- Чемпион Беларуси (1993, 1994, 1995)
- Финалист Кубка Стэнли (2003)
- Обладатель Приза Клэренса Кэмбелла 2003
- Лучший хоккеист Беларуси (2003, 2004)
- Член Зала славы ИИХФ (2014)

## Память
- Белорусская федерация хоккея вывела из обращения в сборной 24-й номер, под которым Салей играл в национальной команде[22].
- В августе 2012 года вышла книга спортивного журналиста Сергея Олехновича о Руслане Салее «Просто лучший. Simply the Best»[23].
- Руслан Салей стал первым членом белорусского Зала хоккейной славы[24].
- 8 сентября 2012 года на Восточном кладбище в Минске был открыт памятник Руслану Салею[25].
- Ежегодно в августе в Беларуси проводится международный турнир памяти Салея[26][27][27].
- Именем Руслана Салея названа одна из минских детско-юношеских школ олимпийского резерва[28].
- Именем Руслана Салея в 2024 году названа коллекция часов минского часового завода «Луч»[29].